# Rogotin
Rogotin je vesnice v jižní Dalmácii (Chorvatsko), ležící mezi městy Ploče a Metković. Administrativně náleží pod město Ploče v Dubrovnicko-neretvanské župě.

## Poloha
Rogotin leží v severozápadní části údolí řeky Neretvy, od přístavu Ploče je vzdálen přibližně 4 km a od města Komin 5 km. Západně od vesnice leží jezero Vlaška.